# Pseudostichopus occultatus
Pseudostichopus occultatus is een zeekomkommer uit de familie Synallactidae.
De wetenschappelijke naam van de soort werd in 1893 gepubliceerd door Emil von Marenzeller.